# Marathon van Houston 1992
De marathon van Houston 1992 (ook wel Houston-Tenneco) vond plaats op zondag 26 januari 1992. Het was de 20e editie van deze marathon.
De marathon werd bij de mannen een overwinning voor de Mexicaan Filemon Lopez in 2:13.12. Hij had een kleine minuut voorsprong op de Duitser Michael Heilmann. Bij de vrouwen won de Amerikaanse Janis Klecker de wedstrijd in 2:30.12. Haar voorsprong op de als tweede finishende Amerikaanse Cathy O'Brien (2:30.26) bedroeg veertien seconden. Beide overwinnaars verdienden $ 20.000 aan prijzengeld.
In totaal finishten er 3789 marathonlopers, waarvan 3054 mannen en 735 vrouwen.

## Uitslagen

### Mannen
| rang   | naam              | land | tijd    |
| ------ | ----------------- | ---- | ------- |
| Goud   | Filemon Lopez     | MEX  | 2:13.12 |
| Zilver | Michael Heilmann  | GER  | 2:14.03 |
| Brons  | Gumercindo Olmedo | MEX  | 2:15.18 |
| 4      | Peter Fonseca     | CAN  | 2:15.23 |
| 5      | Inocencio Miranda | MEX  | 2:15.25 |
| 6      | Daniel Böltz      | SUI  | 2:15.36 |
| 7      | Rafael Zepeda     | MEX  | 2:15.42 |
| 8      | Jouni Kortelainen | FIN  | 2:15.58 |
| 9      | Nikolay Tabak     | UKR  | 2:16.30 |
| 10     | Pierre Levisse    | FRA  | 2:16.38 |
| 11     | Roy Dooney        | IRL  | 2:16.42 |
| 12     | Peter Fleming     | SCO  | 2:16.48 |
| 13     | Jesus Valdez      | MEX  | 2:17.00 |
| 14     | Carlos Retiz      | MEX  | 2:17.45 |
| 15     | Isidro Salinas    | MEX  | 2:18.33 |
| 16     | Matt Carpenter    | USA  | 2:19.44 |
| 17     | Paul Williams     | CAN  | 2:20.04 |
| 18     | Valeriy Abramov   | RUS  | 2:20.44 |
| 21     | Sergey Rozum      | RUS  | 2:21.57 |

### Vrouwen
| rang   | naam               | land | tijd    |
| ------ | ------------------ | ---- | ------- |
| Goud   | Janis Klecker      | USA  | 2:30.12 |
| Zilver | Cathy O'Brien      | USA  | 2:30.26 |
| Brons  | Francie Larrieu    | USA  | 2:30.39 |
| 4      | Lisa Rainsberger   | USA  | 2:33.32 |
| 5      | Christine McNamara | USA  | 2:34.35 |
| 6      | Joy Smith          | USA  | 2:35.09 |
| 7      | Maria Trujillo     | USA  | 2:35.10 |
| 8      | Gordon Bakoulis    | USA  | 2:35.30 |
| 9      | Jane Welzel        | USA  | 2:35.55 |
| 10     | Janice Ettle       | USA  | 2:36.49 |
| 11     | Lorraine Masuoka   | USA  | 2:37.08 |
| 12     | Debbi Kilpatrick   | USA  | 2:39.07 |
| 13     | Julie Peterson     | USA  | 2:39.10 |
| 14     | Jennifer Martin    | USA  | 2:39.20 |
| 15     | Julie Isphording   | USA  | 2:39.47 |
| 16     | Linda Somers       | USA  | 2:39.50 |
| 17     | Mary Level         | USA  | 2:39.58 |
| 18     | Marie Boyd         | USA  | 2:40.27 |
| 19     | Lisa Knoblich      | USA  | 2:41.25 |
| 20     | Ruth Vomund        | USA  | 2:41.30 |
| 21     | Rosana Gutierrez   | USA  | 2:42.19 |
| 22     | Lynn Deninno       | USA  | 2:42.51 |
| 23     | Susan Beldus       | USA  | 2:42.52 |
| 24     | Ella Willis        | USA  | 2:43.08 |
| 25     | Leslie Lewis       | USA  | 2:43.17 |

1972 ·
1973 ·
1974  ·
1975 ·
1976 ·
1977 ·
1978 ·
1979 ·
1980 ·
1981 ·
1982 ·
1983 ·
1984 ·
1985 ·
1986 ·
1987 ·
1988 ·
1989 ·
1990 ·
1991 ·
1992 ·
1993 ·
1994 ·
1995 ·
1996 ·
1997 ·
1998 ·
1999 ·
2000 ·
2001 ·
2002 ·
2003 ·
2004 ·
2005 ·
2006 ·
2007 ·
2008 ·
2009 ·
2010 ·
2011 ·
2012 ·
2013 ·
2014 ·
2015 ·
2016 ·
2017